# Lehe (Baixa Saxônia)
Lehe é um município da Alemanha localizado no distrito de Emsland, estado da Baixa Saxônia.
Pertence ao Samtgemeinde de Dörpen.